# 광추

2차원에 시간 차원을 더한 광추.

광추(光錐, light cone, 문화어: 빛원뿔)란 천체물리학에서 시공간상의 국소적 지점에서 찰나의 시간에 발생한 어떤 사건의 결과 방출된 빛이 시공간을 따라 이동할 수 있는 모든 방향의 경로를 나타낸 것이다. 만일 빛이 2차원 평면에서 발광했다면, 빛은 사건 E가 발생한 이후 그 최초 지점을 중심으로 하는 원형으로 퍼져나간다. 그 평면에 수직한 방향으로 시간 차원을 상정하면 그래프는 원점에서 멀어질수록 넓어지는 원뿔 모양이 된다. 양의 시간 방향의 원뿔을 미래광추(future light cone)라 하고, 음의 방향의 과거광추(past light cone)는 미래광추를 뒤집은 것과 같다. 상대론에서는 3차원 공간을 가정하므로, 위 가정에서 1개 공간차원을 더해 빛은 구형으로 퍼져나가고, 광추도 원뿔이 아닌 4차원 초원뿔이 될 것이다. 그 초원뿔의 한 단면은 우리 공간상의 3차원 구체로 보이게 된다. 때문에 엄밀히 광추라는 말은 옳지 않지만 시공간의 수를 우리에게 익숙하게 표현하기 위해 이렇게 사용된다.

## 같이 보기
- 빛원뿔 좌표계
- 로런츠 변환
- 특성곡선법
- 파동 방정식